# Ysis Barretová
Ysis Lenys Barretová Rodríguezová (* 27. března 1980 Caracas) je bývalá venezuelská zápasnice – judistka.

## Sportovní kariéra
Ve venezuelské ženské reprezentaci se začala prosazovat po olympijském roce 2004 v polostřední váze do 63 kg. Vrcholově se připravovala ve sportovním tréninkovém centru (CAR) "Josého Antonia Anzoátegui" ve venezuelské Barceloně. V roce 2008 se kvalifikovala na olympijské hry v Pekingu, kde nestačila ve druhém kole v boji na zemi na pozdější vítězku Japonku Ajumi Tanimotovou. V úvodním kole oprav upáčila v závěru zápasu za nevýhodného stavu na wazari Jihokorejku Kong Ča-jong, ve druhém kole oprav však prohrála na body s Rakušankou Claudií Heillovou a obsadila dělené 7. místo. V roce 2010 se jí citelně dotkla nová judistická pravidla, která zakázala provádět chvaty s úchopem od pasu dolů. V roce 2012 se na olympijské hry v Londýně nekvalifikovala. Vzápětí se rozloučila s venezulenskou reprezentací. Žije s manželem ve Francii na předměstí Paříže v Cergy-Pontoise.

## Výsledky
| Turnaj                  | 2001 | 2002 | 2003 | 2004             | 2005             | 2006             | 2007             | 2008             | 2009             | 2010             | 2011             | 2012             |
| Turnaj                  | 21   | 22   | 23   | 24               | 25               | 26               | 27               | 28               | 29               | 30               | 31               | 32               |
| Turnaj                  |      |      |      | polostřední váha | polostřední váha | polostřední váha | polostřední váha | polostřední váha | polostřední váha | polostřední váha | polostřední váha | polostřední váha |
| ----------------------- | ---- | ---- | ---- | ---------------- | ---------------- | ---------------- | ---------------- | ---------------- | ---------------- | ---------------- | ---------------- | ---------------- |
| Olympijské hry          |      |      |      | —                |                  |                  |                  | 7.               |                  |                  |                  | —                |
| Mistrovství světa       | úč.  |      | —    |                  | úč.              |                  | úč.              |                  | úč.              | úč.              | úč.              |                  |
| Panamerické hry         |      |      | —    |                  |                  |                  | 3.               |                  |                  |                  | úč.              |                  |
| Panamerické mistrovství | 2.   | —    | —    | 5.               | —                | 5.               | 3.               | 3.               | 3.               | 7.               | 7.               | 7.               |
| Jihoamerické hry        |      | —    |      |                  |                  | 5.               |                  |                  |                  | 3.               |                  |                  |
| Středoamerické a k. hry |      | —    |      |                  |                  | 2.               |                  |                  |                  | 2.               |                  |                  |
| Bolívarské hry          | 1.   |      |      |                  | 1.               |                  |                  |                  | 2.               |                  |                  |                  |